# Aune (Fluss)
Die Aune ist ein Fluss in Frankreich, der im Département Sarthe in der Region Pays de la Loire verläuft. Sie entspringt im Gemeindegebiet von Marigné-Laillé, entwässert generell in südwestlicher Richtung und mündet nach rund 30 Kilometern im Gemeindegebiet von Luché-Pringé als rechter Nebenfluss in den Loir.

## Orte am Fluss
- Marigné-Laillé
- Pontvallain